# Madjer
Madjer, bürgerlich João Victor Saraiva (* 22. Januar 1977 in Luanda, Angola), ist ein portugiesischer Beachsoccer-Spieler. Seine Position ist der Sturm. Madjer hat während der Beachsoccer-Weltmeisterschaft viele Auszeichnungen für seine Torjäger-Qualitäten bekommen. Bei den Weltcups 2005, 2006 und 2008 wurde er als "Goldener Torschütze" ausgezeichnet. Madjer, der seinen Künstlernamen an den algerischen Stürmer Rabah Madjer angelehnt hat, wurde als wertvollster Spieler während der Saison 2006 ausgezeichnet. Er hat auch, mit 88 Toren, die meisten Tore bei der FIFA-Beachsoccer-WM.

## Auszeichnungen
- Beach Soccer MVP: 2003, 2005, 2006
- FIFA Beach Soccer World Cup | FIFA Beach Soccer World Cup MVP: 2005, 2006
- FIFA Beach Soccer World Cup | FIFA Beach Soccer World Cup Top Scorer: 2002, 2004, 2005, 2006, 2008
- Euro Beach Soccer League | Euro Beach Soccer League MVP: 1999, 2006, 2008
- Euro Beach Soccer League | Euro Beach Soccer League Top Scorer: 2006, 2008
- Euro Beach Soccer League | Euro Beach Soccer League Portuguese Event Top Scorer: 2007
- Euro Beach Soccer League | Euro Beach Soccer League French Event Top Scorer: 2007
- Euro Beach Soccer League | Euro Beach Soccer League Spanish Event Top Scorer: 2004
- Mundialito de Futebol de Praia | Mundialito MVP: 2007, 2008
- Mundialito de Futebol de Praia | Mundialito Top Scorer: 2008
- Copa Latina (beach soccer) | Copa Latina MVP: 1999, 2000